# IC 2851
IC 2851 је спирална галаксија у сазвјежђу Лав која се налази на листи објеката дубоког неба у Индекс каталогу.
Деклинација објекта је + 11° 23' 39" а ректасцензија 11h 28m 14,5s. Привидна величина (магнитуда) објекта IC 2851 износи 15,2 а фотографска магнитуда 16,0.